# Home Sweet Home/Bittersweet Symphony
Home Sweet Home/Bittersweet Symphony (с англ. — «Дом, милый дом/горько-сладкая симфония») — песня американской рэп-рок группы Limp Bizkit. Была выпущена как единственный сингл со сборника-альбома Greatest Hitz. Песня представляет собой смесь двух песен Home Sweet Home группы Mötley Crüe и Bitter Sweet Symphony группы The Verve. Она третья новая песня после «Why» и «Lean on Me», записанная во время производства Greatest Hitz. Сингл является последним у Limp Bizkit, который выпущен незадолго до их творческого перерыва, длящегося 3 года.

## Список композиций
1. Home Sweet Home/Bittersweet Symphony — 3:52
2. Head for the Barricade — 3:34
3. The Priest — 4:52

## Видеоклип
Видеоклип (который входит в комплект как CD-ROM видео на сингле) представляет собой смесь всех предыдущих видео Limp Bizkit, берущих сцены из них, а также различные другие кадры, включая концерты и кадры закулисья. В начале видеоклипа показан вид из космоса, когда камера движется по земле, через спутник, и, наконец, приближается к городу Джексонвилл, штат Флорида, где затем показывается остальная часть отснятого материала.

## Позиции в чартах
| Чарт (2005)                         | Высшая позиция |
| ----------------------------------- | -------------- |
| Австрия (Ö3 Austria Top 40)         | 44             |
| Дания (Tracklisten)                 | 33             |
| Финляндия (Suomen virallinen lista) | 31             |
| Германия (GfK)                      | 45             |
| Ирландия (IRMA)                     | 35             |
| Италия (FIMI)                       | 38             |
| Нидерланды (Single Top 100)         | 96             |
| Норвегия (VG-lista)                 | 34             |
| Польша (ZPAV)                       | 36             |
| Испания (PROMUSICAE)                | 33             |
| Швеция (Sverigetopplistan)          | 40             |
| США (Official Charts Company)       | 17             |
| США (Rock Digital Songs)            | 41             |
| США (Rock Songs)                    | 43             |